# Pommiers (Rhône)
Pommiers ist eine französische Gemeinde mit 2.629 Einwohnern (Stand: 1. Januar 2022) im Département Rhône in der Region Auvergne-Rhône-Alpes. Sie gehört zum Arrondissement Villefranche-sur-Saône und ist Teil des Kantons Anse. Die Einwohner werden Gnocs genannt.

## Geographie
Pommiers liegt etwa 20 Kilometer nordnordwestlich von Lyon im Weinbaugebiet Bourgogne im Tal der Saône. Umgeben wird Pommiers von den Nachbargemeinden Gleizé im Norden, Limas im Norden und Nordosten, Anse im Süden und Osten, Theizé im Südwesten sowie Porte des Pierres Dorées mit Liergues im Westen.

## Bevölkerungsentwicklung
| Jahr                       | 1962 | 1968 | 1975 | 1982 | 1990 | 1999 | 2006 | 2012 |
| Einwohner                  | 949  | 1040 | 1196 | 1443 | 1619 | 1804 | 2109 | 2311 |
| Quellen: Cassini und INSEE |      |      |      |      |      |      |      |      |

## Sehenswürdigkeiten
- Kirche Saint-Barthélémy, ursprünglich 1183 erbaut, im Jahre 1469 rekonstruiert, Monument historique
- Kapelle von Buisante, im 19. Jahrhundert errichtet